# 1982 en bande dessinée
| Années de la bande dessinée : 1979 - 1980 - 1981 - 1982 - 1983 - 1984 - 1985    |
| Décennies de la bande dessinée : 1950 - 1960 - 1970 - 1980 - 1990 - 2000 - 2010 |

Cet article présente les faits marquants de l'année 1982 en bande dessinée.

## Événements
- 29 au 31 janvier : 9e Festival international de la bande dessinée d'Angoulême : Festival d'Angoulême 1982.
- mai : premier numéro d'un fanzine de quelques pages, imprimé en offset, format A5 noir et blanc : Le Petit Psikopat illustré, créé par Carali.
- Mourad Boudjellal, de la librairie Bédulle, créé les éditions Soleil Productions.
- Maëster lance dans le magazine Fluide glacial le personnage de Sœur Marie-Thérèse des Batignolles.
- Sortie au Japon des mangas Akira par Katsuhiro Ōtomo et Nausicaä par Hayao Miyazaki.

## Nouveaux albums
Voir aussi : Albums de bande dessinée sortis en 1982

### Franco-belge
| Sortie  | Titre                                            | Scénariste        | Dessinateur       | Coloriste | Éditeur                 |
| ------- | ------------------------------------------------ | ----------------- | ----------------- | --------- | ----------------------- |
| janvier | Les Maîtres du temps - La bande dessinée du film | René Laloux       | Moebius           |           | Les Humanoïdes Associés |
| février | L'Anneau du Nibelung – t. 1 : L'Or du Rhin       | Numa Sadoul       | France Renoncé    |           | Dargaud                 |
| avril   | Virl – t. I : Virl                               | Dick Matena       | Dick Matena       |           | Humanoïdes associés     |
| avril   | Kelly Green – t. 1 : Le Contact                  | Stan Drake        | Leonard Starr     |           | Dargaud                 |
| octobre | L'Anneau du Nibelung – t. 2 : La Walkyrie        | Numa Sadoul       | France Renoncé    |           | Dargaud                 |
| octobre | Virl – t. II : Objectif Terre                    | Dick Matena       | Dick Matena       |           | Humanoïdes associés     |
| 1982    | Les aventures de Max Fridman Rhapsodie hongroise | Vittorio Giardino | Vittorio Giardino |           | Glénat                  |
|         | …                                                |                   |                   |           |                         |

### Comics
| Sortie | Titre       | Scénariste | Dessinateur | Coloriste | Éditeur |
| ------ | ----------- | ---------- | ----------- | --------- | ------- |
| ?      | à compléter |            |             |           |         |
| ?      | …           |            |             |           |         |

### Mangas
| Sortie | Titre       | Scénariste | Dessinateur | Coloriste | Éditeur |
| ------ | ----------- | ---------- | ----------- | --------- | ------- |
| ?      | à compléter |            |             |           |         |
| ?      | …           |            |             |           |         |

## Naissances
- Hannah Berry (date non précisée)
- 21 février : Glen Chapron
- 28 juillet : Ed Piskor, auteur de comics
- 5 octobre : Anthony Jean
- 2 novembre : Cha, auteure
- 16 novembre : Batist
- Benoît Dellac, Jérémie Dres, Amin Aghaei

## Décès
- 2 janvier : Fred Harman
- 6 juillet : Warren Tufts, auteur de comics américain
- 25 juillet : Harold Foster
- 15 août : Ernie Bushmiller
- 7 septembre : José Cabrero Arnal (Pif le chien)
- 13 septembre : Reed Crandall auteur de comics
- 23 septembre : Gene Day, dessinateur de comics
- 29 septembre : Mat

### Documentation
- Jacly Goupil, « Futur », dans Jacky Goupil (dir.), Bande dessinée 1981-1982, Hounoux : SEDLI, 1982, p. 156-160.
- Claude Moliterni et Philippe Mellot, « 1982 », dans Chronologie de la bande dessinée, Paris, Flammarion, coll. « Tout l'art : Encyclopédie », décembre 1996, 265 p. (ISBN 208012286X), p. 218-221.